# 2024年上海大师赛
2024年上海劳力士大师赛（2024 Rolex Shanghai Masters），即第13届上海大师赛，于2024年10月2–13日在中国上海市旗忠森林体育城网球中心的室外硬地球场上进行。级别为单打96签的双周ATP1000大师赛。资格赛为36签，共决出12个正赛名额，从9月30日-10月1日进行。
意大利球员扬尼克·辛纳在决赛中战胜了诺瓦克·德约科维奇获得单打冠军，这是他的第4个ATP1000大师赛单打冠军，本赛季第7个冠军，他成为自2018年的拉斐尔·纳达尔以来首位在一个赛季内赢得三个ATP大师赛冠军的球员。也是职业生涯的第17个ATP巡回赛单打冠军，在进入决赛后辛纳职业生涯首次获得ATP年终排名第一。德约科维奇有机会赢得职业生涯第100个巡回赛单打冠军。
卫斯理·库尔霍夫和尼克拉·梅克蒂奇获得双打冠军，这是库尔霍夫第5个以及梅克蒂奇第九个ATP1000大师赛冠军。这也是荷兰-克罗地亚组合2024赛季的第四个巡回赛冠军（本赛季第2个大师赛冠军）。
托马斯·马丁·埃切韦里和博迪克·范德赞舒普在第二轮中的比赛耗时3小时43分钟，是赛事历史上最长的一场比赛。

## 比赛结果
| 项目 | 冠军                            | 亚军                              | 比分          |
| ---- | ------------------------------- | --------------------------------- | ------------- |
| 单打 | 揚尼克·辛納                     | 諾瓦克·喬科維奇                   | 7–6(7–4), 6–3 |
| 双打 | 卫斯理·库尔霍夫 尼克拉·梅克蒂奇 | 馬西莫·岡薩雷斯 安德烈斯·摩尔泰尼 | 6–4, 6–4      |

## 单打比赛

### 其他途径参赛选手
外卡：
- 锦织圭
- 斯坦·瓦林卡
- 黄泽林
- 吴易昺
- 周意

特殊豁免：
- 布云朝克特

排名保护：
- 巴勃罗·卡雷尼奥·布斯塔
- 马林·西里奇
- 瑞利·奥普卡

资格赛：

### 资格赛晋级
- 丹·埃文斯
- 亚历山大·武基奇
- { 特伦斯·阿特马纳
- 拉姆库马尔·拉马纳坦
- 涂辰立
- 丹尼斯·沙波瓦洛夫
- 马蒂亚·贝卢奇
- 别伊比特·茹卡耶夫
- 加布里埃尔·迪亚洛
- 叶格尔·格拉西莫夫
- 绵贯阳介
- 扎卡里·什瓦伊达

退赛：
- 努诺·博尔热斯 → 被替补为  達米爾·德祖赫
- 亚历克斯·德米纳尔 → 被替补为  豪梅·穆纳尔
- 胡贝特·胡尔卡奇 → 被替补为  克里斯托弗·奥康奈尔
- 塞巴斯蒂安·科达 → 被替补为  亚历山大·米勒
- 杜尚·拉约维奇 → 被替补为  齐祖·贝格斯
- 毛罗然·法比安 → 被替补为  丹尼尔太郎
- 蒂亚戈·蒙泰罗 → 被替补为  阿蒂尔·卡佐
- 卡梅伦·诺里 → 被替补为  大卫·戈芬
- 塞巴斯蒂安·欧弗纳 → 被替补为  亚历山大·科瓦切维奇
- 楊-萊納德·史卓夫 → 被替补为  卢卡·纳尔迪
- 杰克·德雷珀 → 被替补为  比利·哈里斯（幸运落败者）